# Homo Homini (zespół muzyczny)
Homo Homini – polski zespół wokalno-instrumentalny, wykonujący muzykę z pogranicza folk-rocka i popu.

## Początki zespołu
Homo Homini powstało wiosną 1971 roku w Warszawie z inicjatywy kompozytora i aranżera Aleksandra Nowackiego (śpiew, gitara, gitara hawajska, banjo; eks-Quorum). Do współpracy zostali zaproszeni: Andrzej Krupiński (śpiew, gitara basowa; eks-High Life) i Tadeusz Woźniak (śpiew, gitara). Zespół zadebiutował w maju 1972 r. w programie pt. Telewizyjny Ekran Młodych z Waldemarem Domagałą (śpiew, gitara, harmonijka ustna, kazoo; eks-Nurt) w miejsce Woźniaka. Muzykę Homo Homini określano terminem folkbeat, zaś użycie charakterystycznego instrumentarium (m.in. kazoo, banjo i gitara hawajska) pozwoliło na uzyskanie oryginalnego brzmienia i sprawiło, że grupa wyróżniała się spośród tłumu innych wykonawców.

## Kariera
Pierwszy ważny występ zespołu miał miejsce w Poznaniu podczas Międzynarodowej Wiosny Estradowej '73 (24.03-2.04.1973). Na XI Krajowym Festiwalu Piosenki Polskiej w Opolu formacja zdobyła wyróżnienie w koncercie Interpretacje (1973). Przebojowe kompozycje, takie jak: Za dalą dal (do słów Edwarda Stachury), Drzewa ruszają w drogę, czy Tobie Karolino, zapewniły grupie najwyższe miejsca na listach przebojów. Pierwszy longplay, wydany w nakładzie blisko 300 tys. egzemplarzy został szybko zniknął z półek sklepowych. Autorem okładki debiutanckiego krążka Homo Homini był Jan Sawka. Zespół umacnia swoją pozycję na rynku muzycznym: sporo koncertuje i nagrywa w kraju, jak i za granicą, m.in. w NRD, RFN, Czechosłowacji, ZSRR, Bułgarii i na Węgrzech. Występuje samodzielnie oraz z innymi wykonawcami, takimi jak węgierska Omega (wrzesień 1973), Warren Schatz, czy Automobil. Jest także gościem popularnych programów telewizyjnych. Wraz z odejściem Waldemara Domagały (właśnie skończył studia na wydziale architektury i z tą dziedziną wiązał swoją karierę zawodową) skończył się folk-rockowy okres w dziejach grupy, a decydujący wpływ na repertuar grupy zyskał Aleksander Nowacki.

## Zmiany personalne

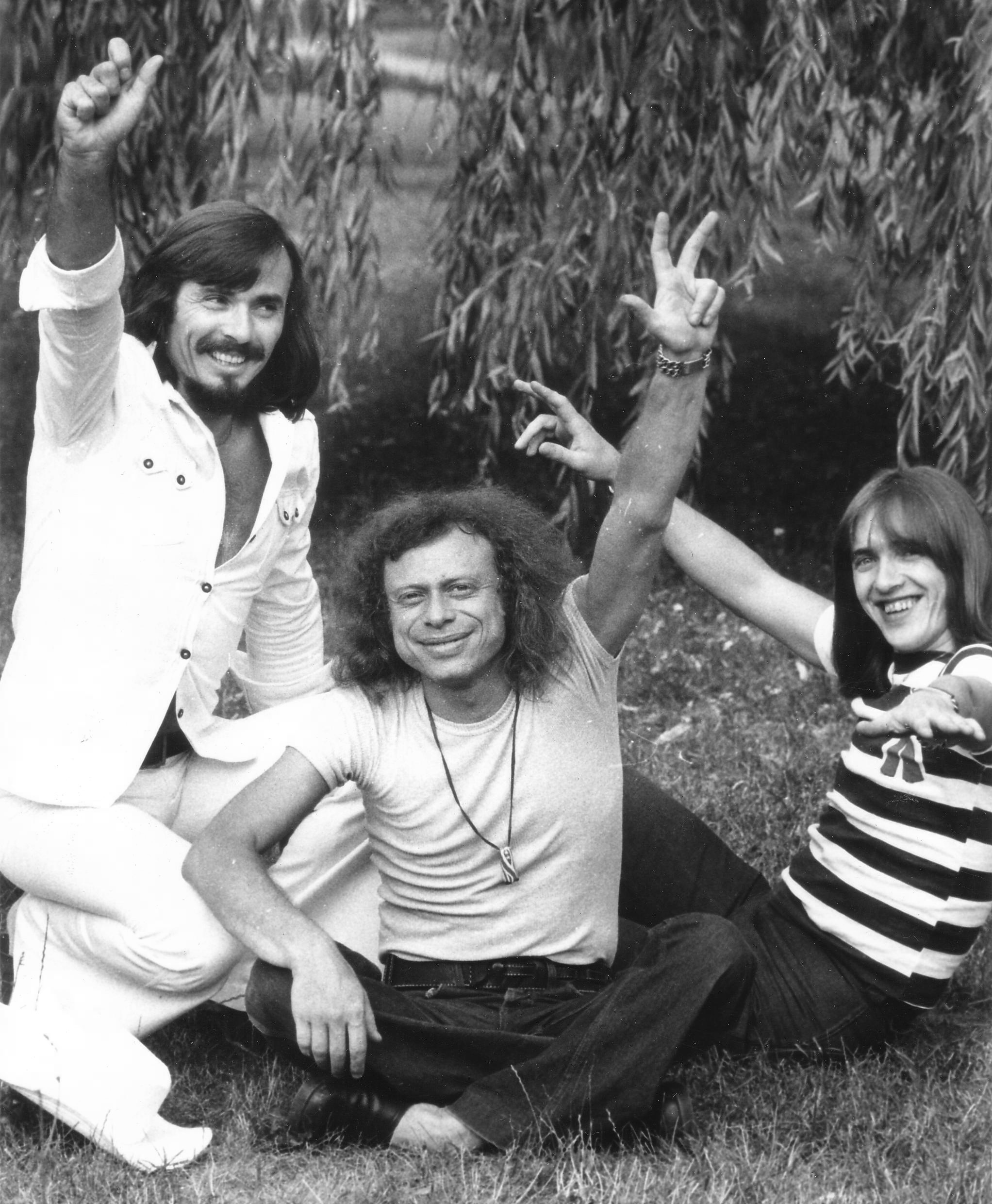
Homo Homini w trzecim składzie, pierwszy z prawej: Mirosław Peśla

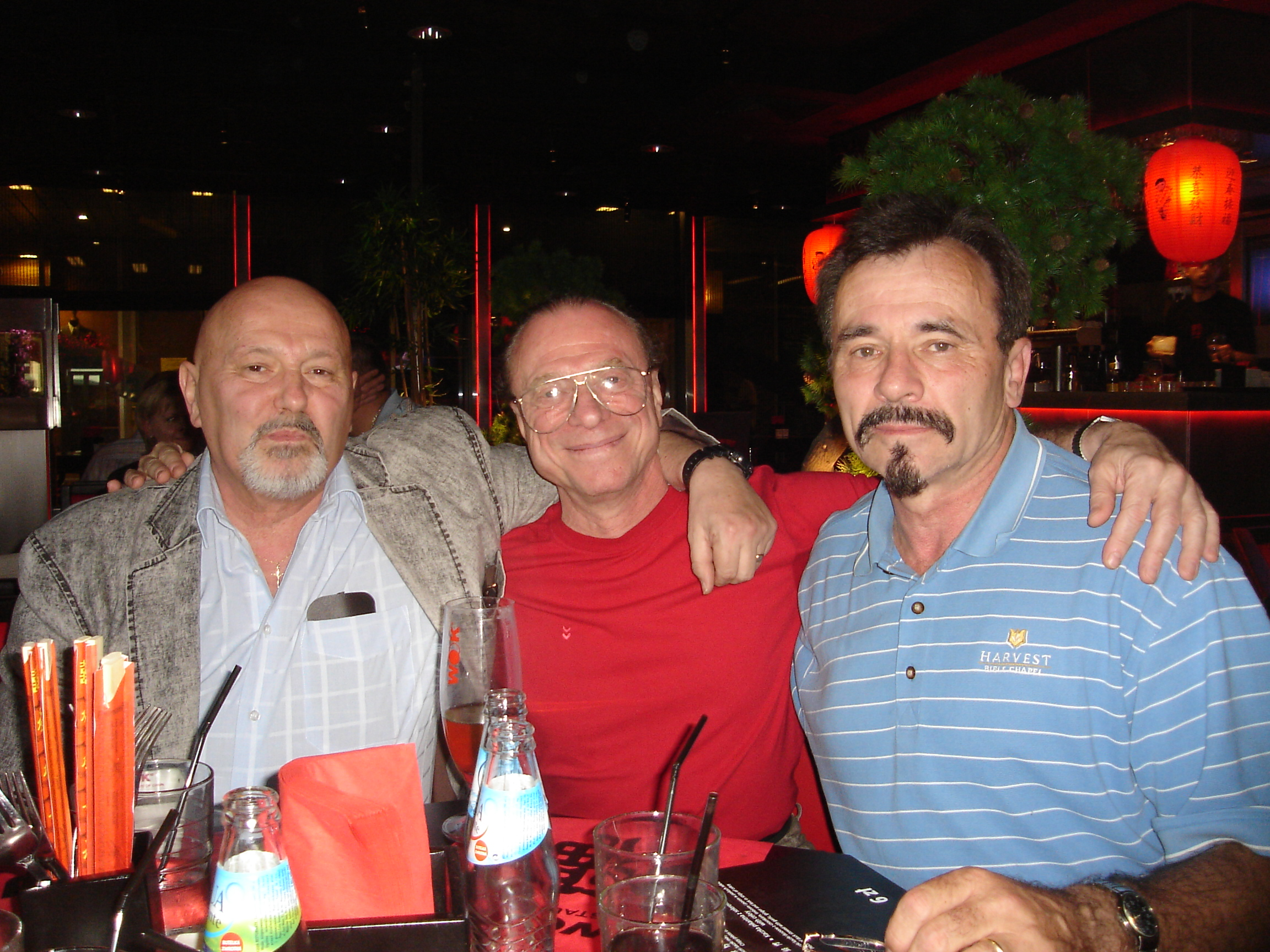
Członkowie Homo Homini w 2007 roku, od lewej: Waldemar Domagała, Aleksander Nowacki, Andrzej Krupiński

Na początku 1975 roku Waldemara Domagałę zastąpił Zbigniew Brzeziński (eks-Kram), a następnie Mirosław Peśla (eks-Centrum). W tym samym roku na XIII Krajowym Festiwalu Piosenki Polskiej w Opolu, Homo Homini otrzymało II nagrodę za utrzymaną w stylu reggae piosenkę pt. W tym domu straszy. Kompozycja została nagrodzona również na festiwalu w Lipsku i na Festiwalu Krajów Nadbałtyckich. Do 1977 roku Homo Homini było triem, a od 1978 r. kwintetem, który oprócz Nowackiego i Krupińskiego współtworzyli: gitarzysta Krzysztof Ciepliński (eks-Bumerang) i dwie byłe wokalistki grupy Pro Contra – Alicja Godlewska i Bogumiła Kowalska. Z końcem lat siedemdziesiątych popularność zespołu zaczęła maleć, lecz zdążył on wylansować kilka przebojowych nagrań, m.in.: Za górą, za dniem, Mam skłonności do przesady, Za wieczoru złotą bramą, W rabarbarowym gaju, Więcej wciąż przed nami niż za nami. W tym okresie muzyka Homo Homini była bliższa stylowi country. W 1979 roku zespół wystąpił na XIII FPŻ w Kołobrzegu, zaś w czerwcu 1980 r. wyruszył w trasę koncertową po Rumunii. Zakończył działalność wiosną 1982 roku podczas nieudanej próby obchodów 10-lecia swojego istnienia.

## Reaktywacja zespołu

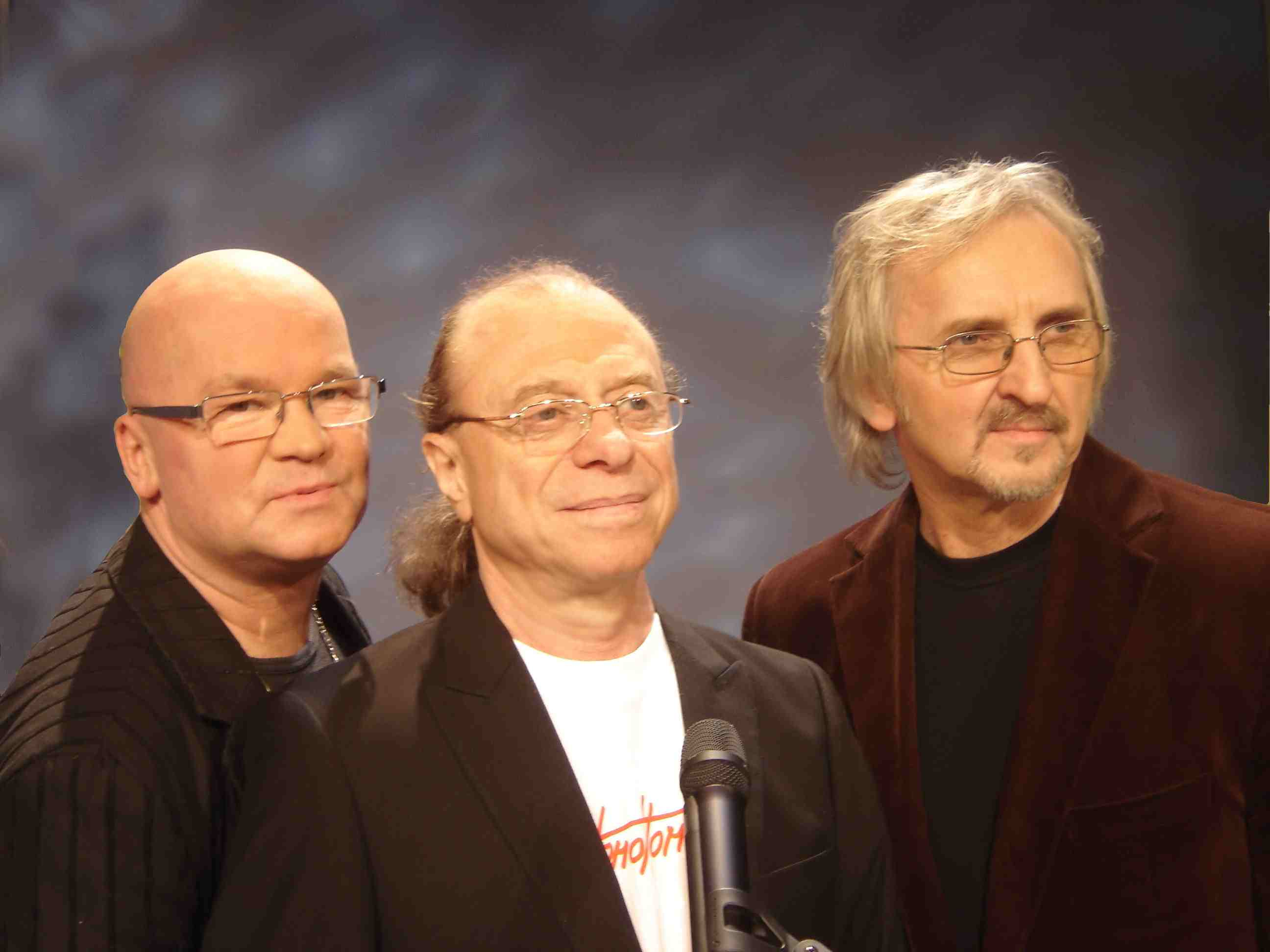
Homo Homini po wznowieniu działalności, od lewej: Piotr Nagiel, Aleksander Nowacki i Marek Fijałkowski

Wiosną 2008 roku Homo Homini wznowiło działalność w składzie: Aleksander Nowacki, Piotr Nagiel i Marek Fijałkowski. Nowa płyta zatytułowana Homo Homini - Reaktywacja ukazała się we wrześniu 2009 roku.

## Dyskografia

### Albumy
- 1973 Homo Homini, LP XL/SXL 1003 Muza, MC CK 0063 Muza
- 1974 Homo Homini (2), LP SX 1207 Muza
- 1975 Homo Homini (3), LP SX 1343 Muza
- 1979 Homo Homini (4), LP SX 1789 Pronit
- 2009 – Homo Homini - Reaktywacja, MTJ CD 10869

### Kompilacje
- 1975 - Wspomnienia o Adelajdzie, bez  numeru Wifon, Polskie Radio i Telewizja (Opole 1974)
- 1975 - W tym domu straszy, LP SX 1217 Muza, (Opole 1975)
- 1993 - Homo Homini,  przeboje 1972 – 1982, SPB MC- 003 Sound-Pol
- 1993 - Homo Homini,  Przeboje 1972-1982, CD SPB CD 036 Sound-Pol
- 1994 - Homo Homini - niezapomniane, MC AKAR
- 2004 - Homo Homini the best, A.A. MTJ CD 10288
- 2006 - Homo Homini, 4 albumy na 2 CD, Polskie Nagrania, Klub Płytowy
- 2007- Platynowe Przeboje Homo Homini - Najlepsze z chwil, CD10767, 2007 Euro Muzyka / A. A. MTJ

### Single
- 1973 - Tobie Karolino, SP SP-519 Muza
- 1974 - Wspomnienie o Adelajdzie / Tak będzie jutro, SP SP-536 Muza
- 1974 - Liebe Karolina / Es zählt dein Weg, SP 456 024 AMIGA
- 1975 - W tym domu straszy / Z godziny na godzinę, SP SP-624 Muza
- 1977 - Może w maju może w grudniu / Mam skłonności do przesady, SP S-211 Tonpress
- 1978 - Za siebie / W rabarbarowym gaju, SP S-257 Tonpress
- 1979 - Więcej wciąż przed nami niż za nami / Szkoda każdego dnia, SP S-295 Tonpress
- 1980 - Lilly the Pink / Rym do rymu, SP S-358 Tonpress

### Pocztówki dźwiękowe
- 1972 - Lilli the Pink, PD R-0425 Ruch
- 1972 - Drzewa ruszają w drogę / Za dalą dal, PD R-0121-II Ruch
- 1973 - Tobie Karolino, PD R-0175-II Ruch
- 1973 - Drzewo świata / Ile mamy czasu, PD R-0201-II Ruch
- 1973 - Lew z wosku / Najlepsze z chwil, PD R-022-II Ruch
- 1973 - Znów o jeden dzień mniej / Pogrzeb smutku, PD R-0271-II Ruch
- 1974 - Tak będzie jutro, PD R-0631 Ruch
- 1974 - Wspomnienia o Adelajdzie, PD R-0551
- 1975 - Miasto w sztucznym świetle / Z godziny na godzinę, PD R-0444-II Tonpress
- 1975 - W tym domu straszy , PD R-0567 Tonpress
- 1978 - Za wieczoru złotą bramą, PD R-0589 Tonpress
- 1978 - W rabarbarowym gaju, PD R-0710 Tonpress

### Nagrania radiowe
1972:
Ja to nie ja, Drzewa ruszają w drogę, Za dalą dal, Kumo moja kumo;
1973:
Najlepsze z chwil, Tobie Karolino, Drzewo świata, Wieczorem zwykle jestem sam, Lily The Pink, Senne kołysanie (voc. E. Dębicka), Lew z wosku, Ile mamy czasu, Pokój nam bądź;
1974:
Tak będzie jutro, Wspomnienie o Adelajdzie;
1975:
W tym domu straszy, To ty jesteś tą dziewczyną;
1976:
Za górą, za dniem, Nasz będzie ten dzień;
1977:
Mam skłonności do przesady, On albo ja;
1978:
W rabarbarowym gaju, Za siebie, Może w maju, może w grudniu; Za wieczoru srebrną bramą;
1979:
Więcej wciąż przed nami niż za nami, Szkoda każdego dnia;
1980-1981
Jeden z drugim, Open Roads, You Can't Give It All Away, Rym do rymu